# 駐澳大利亞臺北經濟文化辦事處
駐澳大利亞臺北經濟文化辦事處（英語：Taipei Economic and Cultural Office in Australia），亦稱駐澳大利亞代表處，是1972年中華民國與澳洲斷交後中華民國在澳大利亞坎培拉設置的代表機構，與阿拉伯聯合大公國駐澳大使館於澳洲首都領地巴頓地區的同棟建築辦公。1991年澳大利亞政府宣布正式開闢兩國直航航線，並接受中華民國以臺北經濟文化辦事處之名義在該國首都坎培拉設立具实质大使館機能機能之代表機構、駐雪梨及墨爾本與布里斯本等辦事處則具備实质領事館機能。
澳洲駐台對應機構是設在台北市的澳洲辦事處，前身為澳大利亞商工辦事處。

## 歷史
1975年4月在墨爾本設立「遠東貿易公司」綜理澳洲業務。1991年更名為「台北經濟文化辦事處」，駐澳大利亞代表主要辦公地點為澳大利亞首都坎培拉。
依中華民國國會立法院於2012年1月20日通過、經總統公布的《駐外機構組織通則》，自2012年9月1日開始駐外機構（大使館與代表處）之館長對內自稱大使。現任大使為徐佑典（曾任駐波士頓辦事處處長、外交部北美司司長）。

## 駐處地點與轄區
| 辦事處 | 辦事處                       | 領務轄區                                                                         |
| ------ | ---------------------------- | -------------------------------------------------------------------------------- |
|        | 駐澳大利亞臺北經濟文化辦事處 | 澳大利亞首都領地（傑維斯灣領地）、西澳大利亞州（科寇斯（基林）群島郡、聖誕島郡） |
|        | 駐布里斯本臺北經濟文化辦事處 | 昆士蘭州、北領地                                                                 |
|        | 駐墨爾本臺北經濟文化辦事處   | 維多利亞州、南澳大利亞州、塔斯馬尼亞州                                           |
|        | 駐雪梨臺北經濟文化辦事處     | 新南威爾斯州（諾福克島領地）                                                     |

## 外部連結
- 駐澳大利亞臺北經濟文化辦事處 （页面存档备份，存于）